# Гирбовец (Калараський район)
Гирбовец (рум. Hîrbovăț) — село у Калараському районі Молдови. Входить до складу комуни, адміністративним центром якої є село Онішкань.

## Населення
За даними перепису населення 2004 року у селі проживали 792 особи.
Національний склад населення села:
| Національність | Кількість осіб | Відсоток |
| -------------- | -------------- | -------- |
| молдавани      | 715            | 90,3%    |
| українці       | 74             | 9,3%     |
| росіяни        | 1              | 0,1%     |
| гагаузи        | 1              | 0,1%     |
| болгари        | 1              | 0,1%     |
| Всього         | 792            | 100%     |